# 1A busz (Sopron)
A soproni 1A jelzésű autóbusz SOTEX/Autóbusz-állomás és Vasútállomás végállomások között közlekedett.

## Közlekedés
A vonalon Ikarus 280, Ikarus 55 típusú járművek közlekedtek.

## Megállóhelyek
| Idő (perc) | Megállóhely neve   | Idő (perc) |
| ---------- | ------------------ | ---------- |
| 0          | SOTEX              | 10         |
| 5          | Autóbusz-állomás   | 5          |
| 6          | Mária-szobor       | 4          |
| 7          | Pannónia szálló    | 3          |
| 9          | Mátyás Király utca | 1          |
| 10         | Vasútállomás       | 0          |